# 이원묵
이원묵(李源默, 1952년 6월 15일 ~ )은 대한민국의 교육인이다. 제6대 한밭대학교 총장을 지냈다.

## 생애

### 학력
- 1965년 충청남도 공주 석송국민학교 졸업
- 1968년 충청남도 정안중학교 졸업
- 1971년 충청남도 공주고등학교 졸업
- 1978년 충남대학교 화학공학과 학사
- 1982년 연세대학교 대학원 공학 석사
- 1988년 연세대학교 대학원 공학 박사

### 주요 경력
- 1989년 대전산업대학교 전임강사
- 1985년 연세대학교 강사
- 1998년 한밭대학교 교수
- 2004년 ~ 2006년 - 대한민국 지식경제부 화학소재상용화지역혁신센터 소장
- 2006년 ~ 2009년 - 대한민국 대전광역시 시청 과학기술위원회 대표상임위원.
- 2009년 ~ 2010년 - 대한민국 교육과학기술부 그린화학산업연계망구축센터 소장.
- 2010년 7월 ~ 2014년 7월 - 제6대 한밭대학교 총장.
- 2014년 8월 - 한밭대학교 명예총장.
- 2017년 10월 - 제3대 건양사이버대학교 총장.
- 2018년 8월 - 제10대 건양대학교 총장.

## 수상 관련 내역
- 2017년 8월 -황조근정 훈장
- 대전광역시 산학협력부문 경제과학대상